# Andrea Elson
Andrea Hope Elson (Nueva York, 6 de marzo de 1969) es una exactriz y exmodelo estadounidense, conocida por interpretar a Lynn, la hija adolescente del matrimonio Tanner en la serie ALF desde 1986 a 1990.

## Biografía
Debido al trabajo de su padre, Andrea creció viajando. Cuando cumplió los diez años ya había vivido en Chicago, San Diego y Los Ángeles, aparte de su ciudad natal.
Su primera actuación fue en una obra teatral de la escuela, tras lo cual decidió dedicarse a ser actriz. Su primer trabajo fue en un comercial.
Se casó con Scott Hopper, un productor de televisión, en 1993. En 1997 dio a luz a su primera hija, una niña de nombre Claire.

## Carrera
Andrea Elson es especialmente conocida por su interpretación como Lynn, la hija adolescente de la familia Tanner, que acoge a Alf en la serie homónima hasta 1990.
Antes de esto participó en el programa Whiz Kids en 1983.
También hizo un par de pequeñas apariciones en TV, una de ellas en un capítulo de Married... with Children y la otra en Loco por ti, interpretando a Joanne.
En 1991 participó en una película llamada Frankenstein: The College Years. Se retiró en 1998.

## Filmografía
| Año       | Título                          | Notas                  |
| --------- | ------------------------------- | ---------------------- |
| 1983-1984 | Whiz Kids                       | Serie (18 episodios)   |
| 1984      | Simon & Simon                   | Serie (1 episodio)     |
| 1985      | Silver Spoons                   | Serie (1 episodio)     |
| 1986-1990 | ALF                             | Serie (101 episodios)  |
| 1989      | Class Cruise                    | Película de televisión |
| 1990      | Parker Lewis Can't Lose         | Serie (1 episodio)     |
| 1990      | Who's the Boss?                 | Serie (1 episodio)     |
| 1990      | They Came from Outer Space      | Serie (1 episodio)     |
| 1991      | ABC Afterschool Special         | Serie (1 episodio)     |
| 1991      | Frankenstein: The College Years | Película de televisión |
| 1991      | Married People                  | Serie (1 episodio)     |
| 1993      | Married... with Children        | Serie (1 episodio)     |
| 1994      | Loco por ti                     | Serie (1 episodio)     |
| 1994      | Surgical Strike                 | Videojuego             |
| 1996      | Step by Step                    | Serie (1 episodio)     |
| 1996      | Kirk                            | Serie (1 episodio)     |
| 1997      | Men Behaving Badly              | Serie (1 episodio)     |
| 1998      | The Young and the Restless      | Serie                  |